# Paradoxa de Yablo

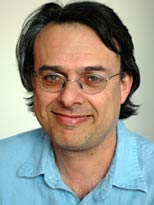
Stephen Yablo, autor de la paradoxa.

La paradoxa de Yablo pren el seu nom del seu creador, el filòsof Stephen Yablo de l'Institut de Tecnologia de Massachusetts, qui la va exposar en la seva forma més corrent el 1993, en la revista Mind (el petit article es diu Paradox without self-reference, (Paradoxa sense autoreferència)).
La seva importància resideix en que va en contra de la creença tradicional que l'autoreferència és condició necessària per a l'existència d'una paradoxa i, per tant, mostra les febleses dels nombrosos intents d'evitar paradoxes basades en la prohibició de l'autoreferència.

## Formulació
Tenim una llista ordenada numèricament i infinita d'oracions, cadascuna de les quals diu que totes les següents són falses.
- Suposo que una oració N de la llista és veritable; llavors les oracions següents a ella seran falses, ja que això és el que N diu.

- Però si així succeeix, llavors també les oracions següents a N+1 (l'oració immediatament següent a N) seran falses i, per tant, N+1 serà veritable.

- No obstant això, com que N+1 és veritable, N ha de ser falsa (ja que N deia que totes les següents a ella són falses, la qual cosa no resulta ser el cas).

- En suposar que N era veritable ens porta a contradicció, hem de suposar que és falsa. Però com que N és una oració qualsevol, arbitrària (és a dir, amb qualsevol de les oracions de la llista hagués obtingut una contradicció), per Generalització Universal puc dir que totes les oracions de la llista són falses.

- Però si totes són falses, totes les següents a N són falses, i per tant, N és veritable una altra vegada. Llavors arribem a una paradoxa i no sembla haver-hi autoreferència, ja que cada oració parla de les altres, però no de si mateixa (ni tan sols d'una manera indirecta).